# 국민
국민(國民, nation 네이션[*]), 또는 국민체는 국가의 인적 요소 내지 항구적 소속원으로서 가지는 권력을 위임함으로써 발생하는 국가의 통치권에 복종할 의무를 가진 개개인의 전체 집합을 의미한다. 또한 국가에 소속하는 개개의 자연인을 의미하기도 한다. 국민은 국가적 질서를 전제로 한 법적 개념으로서 국가의 구성원을 의미하는 점에서, 국가적 질서와 대립되는 사회적 개념으로서 사회의 구성원을 의미하는 인민과 구별된다. 또한 국민은 법적인 개념이라는 점에서 혈연을 기초로 한 자연적·문화적 개념인 민족과 구별된다.

## 의미
윤리적이며 철학적인 교리인바, 국민주의의 사상을 위한 시발점이다. 개인 국민은 공유된 정체성을 통하여 구분되며 거의 대부분 선조, 부모 또는 혈연 등의 형태로 나타나는 기원을 공유한다. 국민적 정체성은 한편으로 이들 무리가 스스로 구분하는 것에 쓰는 특성들과 다른 한편으론 개인이 그 정체성에 속한다고 느끼는 것이다.
국민적 정체성이라는 것은 모호한 기준이다. 매우 폭넓은 기준이 사용되며 아주 다른 응용 방법이 있다. 발음의 미세한 차이로 인하여 한 국민의 일원을 다른 국민으로 분류할 수도 있다. 한편 동시에 두 개인은 개성, 신념, 지리적 위치, 시대와 심지어 구사 언어까지 다를 수 있으나 자신과 타인의 시각에 보기에 같은 국민이라 믿는다. 이들에 따르면 국민 개인은 특정 성격과 행동 강령, 다른 국민 개인을 위한 특정 책임, 그리고 동일 국민 개인의 행위에 대한 일정한 책임을 공유한다.
이들은 또한 국민이 세대를 초월해 존재하며 죽은 이들이 엄연한 일원이라고 생각한다. 후손 세대에 관하여는 약간의 모호함이 있으나 후손 또한 포함한다고 여겨진다. 형식적인 시간상의 경계는 존재하지 않지만 일반적으로 국민은 수백년을 간다고 믿어진다. 과거사들은 이러한 관점에서 수정된다. 예를 들어, 수백년 전 일어난 군사 분쟁을 기술할 때 국민주의자들은 "우리 군인"이라고 기술한다.
대부분의 경우 국민 일원의 문화적 또는 사회 정체성의 가장 중요한 부분 중 하나는 민족성이다. 그렇기 때문에 “국민”이라는 표현은 많은 경우 민족과 같은 의미로 사용되나, 동일 민족 기원을 가진 일원들은 서로 다른 국민국가에 거주하며, 그러한 이유로 서로 다른 국민의 일원으로 취급될 수 있다. 국민 정체성은 많은 경우 넓은 적용에서 개인에게 이르기까지 논란적이다.
베너딕트 앤더슨은 국민(nation)을 《상상의 공동체》(Imagined Communities)라는 말로 정의한다.
스스로 특정 국민의 조국을 자처하는 국가는 국민국가이며, 근대 거의 대부분의 국가는 이러한 종류의 국가이나, 이들의 정통성을 둘러싸고 치열한 분쟁이 있을 수 있다. 정치학 개념이 명확하지 않은 이에게는 "국민", "나라", "국토"와 "국민"은 거의 같은 의미로 보일 수 있다. 예를 들어 단일 정부 치하 하에 있는 영토, 또는 이러한 영토의 거주민, 또는 정부 그 자체, 다시 말해 "de jure" 또는 "de facto"적인 국가를 이들 단어와 혼용할 수 있다.
하지만 엄격하게 말하여 "국민", 민족, 또는 원주민 등의 용어는 사람들의 모임을 뜻하는 반면 "나라"는 영토를 전제하며 "국가"는 정당화된 행정 및 결정 기관을 뜻한다. 영어권에서 "national" (국민적) 그리고 "international" (국민제적) 등의 표현은 "국가"를 의미하는 기술적 용어로 쓰여, 듣는 이의 혼란을 가중시킨다.

## 어원
유럽어권에서 "국민"(natio)이라는 표현이 기록에 처음으로 나온 경우는 968년 크레모나의 주교 리우트프란트가 신성 로마 제국 황제 오토 1세를 대변하여 비잔티움 제국 황제 니케포로스 2세에 맞서면서 그의 보고서 "영토"에 다음과 같이 쓴 것에서 출발한다.
나는 답하였다: "당신은 이 땅이 제국의 소유라고 주장하시는군요. 여기 사람들의 국민성/국적(natio)과 언어가 증명하듯이 (이 땅은) 이탈리아 왕국에 속하오."

이 표현은 라틴어: natio에서 파생되었으며 원래는 하나의 대학에 (특히 파리 대학) 소속되어 있는 학생들을 일컬었다. 이들 파리 대학생들은 모두 "프랑스어: pays"(나라)에서 태어났으며 같은 언어를 구사하고 자신들의 가족 법에 구속받는다고 생각되었다. 1383년과 1384년 Jean Gerson은 두 번 프랑스 국민(프랑스에서 태어났으며 프랑스어를 하는 대학생)을 위한 procurator로 선출되었다.
파리식 "국민" 분리는 프라하 대학교에서 채택되었으며, 1349년 개장할 때부터 studium generale가 보헤미안, 바바리안, 사혼과 여러 폴란드 "국민"으로 분리되었다.

## 근대적 의미
19세기부터 국민이 주권적 국가와 동일시되는 지배적 생각이 유럽을 풍미했으며, 이는 국민국가라고 불리었다. 이러한 생각 자체는 개별 국민이 개별 국가를 만들 권리가 있다고 주장하는 국민주의의 사상에서 파생되었다. 19세기 이전에는 근대적인 국민국가의 정의에 부합하는 예시를 쉽게 찾기 힘들다.

## 같이 보기
- 네이션(Nation)
- 국민국가
- 국민주의
- 국가
- 국적
- 조국
- 나라
- 민족
- 인종
- 사회
- 정체성
- 정체성 정치
- 국가인민(de:Staatsvolk)